# Svedjebron

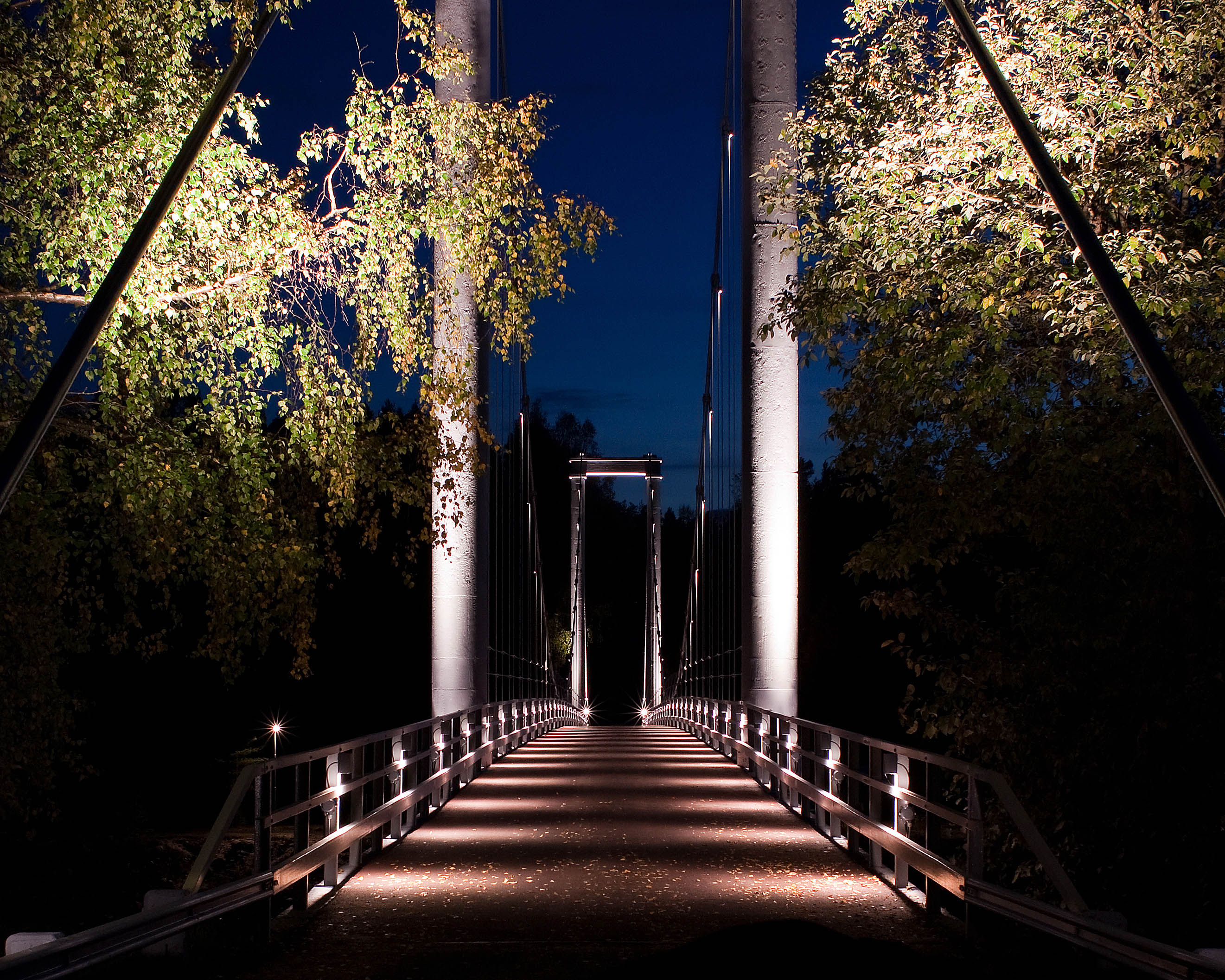
Svedjebron kvällstid.

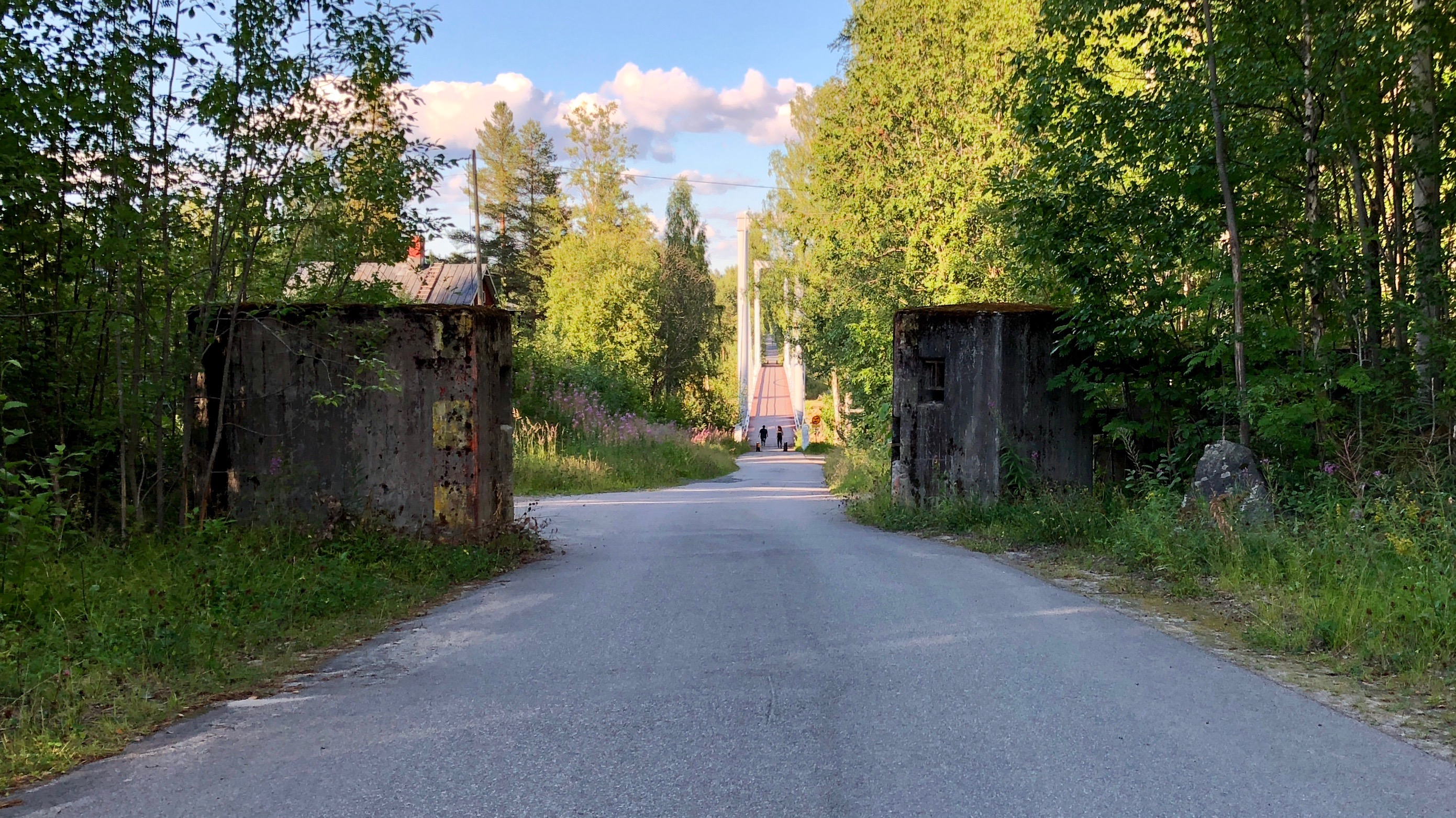
Vägen till bron kunde stängas av med hjälp av en vägspärr av stålbalkar genom kraftiga betongstöd.

Svedjebron är en hängbro över Lule älv belägen nedströms Bodens kraftstation. Bron uppfördes 1941 och har en längd på 198 meter och är 4 meter bred.

## Konstruktion
Enligt länsstyrelsen: "Bron har tre spann, två sidospann av balkramstyp och ett huvudspann utformat som en hängbro. Huvudspannet har en brobaneplatta av betong som är gjuten på valsade stålbalkar och som hänger genom vertikala stag, hängare, i grova bärkablar av stål. Bärkablarna är upplagda på höga betongpyloner och hålls vid landfästena fast i kraftiga förankringskonstruktioner. Bron har äldre, eventuellt ursprungliga, sammannitade, ljusgrå räcken av vinkeljärn med navföljare av U-balk."

## Läge
"Bron är belägen i stadens utkant i ett område som präglats av den militära verksamheten i Boden och där det fortfarande ﬁnns bevarade äldre militära lämningar. Vägen till bron kunde tidigare stängas av med hjälp av en vägspärr av stålbalkar genom kraftiga betongstöd. På båda sidor om bommen var området tidigare avspärrat med breda gator av taggtråd."